# Fausto Vera
 (mars 2020).
Pour les articles homonymes, voir Vera.
Fausto Vera, né le 26 mars 2000 à Hurlingham, est un footballeur argentin. Il évolue au poste de milieu de terrain à l'Atlético Mineiro.

## Biographie

### En sélection
Avec les moins de 17 ans, il participe au championnat sud-américain des moins de 17 ans en 2017. Lors de cette compétition, il joue trois matchs. L'Argentine n'enregistre qu'une seule victoire, face au Pérou.
Par la suite, avec les moins de 20 ans, il participe au championnat sud-américain des moins de 20 ans en début d'année 2019. Lors de cette compétition, il joue six matchs. L'Argentine se classe deuxième du tournoi, derrière l'Équateur. Il dispute ensuite quelques mois plus tard la Coupe du monde des moins de 20 ans organisée en Pologne. Lors du mondial junior, il joue trois matchs. Il s'illustre lors de la première rencontre en inscrivant un but face à l'Afrique du Sud. L'Argentine s'incline en huitième de finale face au Mali, après une séance de tirs au but.

## Palmarès
- Deuxième du championnat sud-américain des moins de 20 ans en 2019 avec l'équipe d'Argentine des moins de 20 ans